# مارك لورانس (مخرج)
مارك لورانس (بالإنجليزية: Marc Lawrence)‏ هو كاتب سيناريو ومنتج أفلام ومخرج أمريكي، ولد في 22 أكتوبر 1959 في بروكلين في الولايات المتحدة.

## وصلات خارجية
- مارك لورانس على موقع IMDb (الإنجليزية)
- مارك لورانس على موقع ألو سيني (الفرنسية)
- مارك لورانس على موقع ميوزك برينز (الإنجليزية)
- مارك لورانس على موقع أول موفي (الإنجليزية)
- مارك لورانس على موقع قاعدة بيانات الأفلام السويدية (السويدية)
- مارك لورانس على موقع قاعدة بيانات الفيلم (الإنجليزية)
- مارك لورانس على موقع كينوبويسك (الروسية)